# Pulaqqavik
Pulaqqavik [puˈɾɑqːavi(k)] (nach alter Rechtschreibung Pularĸavik) ist eine wüst gefallene grönländische Siedlung im Distrikt Ammassalik in der Kommuneqarfik Sermersooq.

## Lage
Pulaqqavik befindet sich auf dem ostgrönländischen Festland. Direkt westlich mündet der Pulaqqaviip Kuua in den vor Pulaqqavik liegenden Sund, der nach Osten hin Pulaqqaviip Ikaasaa und nach Süden hin Pulaqqaviip Kangertiva heißt. Am gegenüberliegenden Ufer befindet sich die Insel Skjoldungen.

## Geschichte
Pulaqqavik ist eine der vier Siedlungen, die zu Skjoldungen gehören. Als solche wurde der Wohnplatz zwischen 1938 und 1940 besiedelt. Zwischen 1943 und 1954 sind durchschnittlich etwa 20 Einwohner überliefert. Es ist nicht bekannt, wann Pulaqqavik aufgegeben wurde. Spätestens 1964 war die Region allerdings wieder vollständig verlassen.